# پادشاه ژائو ژو
پادشاه ژائو از ژو (به چینی: 周昭王) با نام شخصی جی شیا (به چینی: 姬瑕)؛ چهارمین پادشاه دودمان ژو در چین باستان بود. او از ۹۷۷/۷۵ پ. م تا ۹۵۷ پ. م حکومت کرد. به دلیل جنگ فاجعه بار خود علیه اتحادیه چو، مرگ او در رزم به گسترش اولیه ژو باختری پایان داد و آغازی برای افول این دودمان بود.

## زندگی
در زمان تاجگذاری پادشاه ژائو، پدرش، پادشاه کانگ و پدربزرگش، پادشاه چنگ، دشت‌های مرکزی چین را تسخیر و مستعمره کرده بودند و اکثر مردم قبیله‌ای شمالی و شرقی را وادار به سلطه خود کرده بودند. فقط دونگ‌یی‌های در شرق شاندونگ به مقاومت خود ادامه دادند، ولی آن‌ها دیگر تهدیدی برای حکومت ژو نبودند. در نتیجه، پادشاه ژائو پادشاهی در اوج را به ارث برد، و می‌توانست هزینه ساخت معبد اجدادی جدیدی را برای پدرش بپردازد. این معبد که به "کانگ گونگ" معروف است، در راستای اصلاحات آیینی آن زمان ساخته شد و در کنار معبد بسیار قدیمی‌تر "جینگ‌گونگ"؛ تبدیل به "یکی از دو معبد مرکزی عبادت دودمانی" شد.
با آرام شدن شمال و شرق و وجود یک نیروی نظامی بزرگ تحت کنترل خود، پادشاه ژائو توجه خود را به حوضه یانگ تسه معطوف کرد. این منطقه سرشار از ثروت معدنی تحت سلطه اتحادیه چو بود که با پادشاهی ژو برای تقریباً دو قرن روابط خوبی داشتند. در زمان پادشاه ژائو، روابط بین ژو و چو رو به وخامت گذاشت، اما، چون چو به گسترش تهاجمی خود ادامه داد و تقاضای ژو برای طلا، مس و قلع افزایش یافت. با افزایش خصومت‌ها، درگیری های مرزی رخ داد که در نهایت به جنگ علنی تبدیل شد. ژائو که دیگر گردنکشی‌های ملموس چو را برنمی‌تافت، در سال ۹۶۱ پ. م به اتحادیه چو حمله کرد. او ابتدا منطقه شمال یانگ تسه را فتح کرد و سپس ۲۶ ایالت دره رودخانه هان از جمله چو را شکست داد و تحت سلطه خود درآورد. به احتمال زیاد ژائو که قادر به اشغال دائم منطقه دوم نبود، در نهایت با غارت فراوان عقب‌نشینی کرد.
در سال ۹۵۷ پ. م، ژائو لشکرکشی بزرگ دیگری به منطقه یانگ تسه میانی راه اندازی کرد. او با به کارگیری نیمی از نیروهای سلطنتی که در «شش ارتش غرب» سازماندهی شده بودند، احتمالاً قصد داشت تا حوضه یانگ تسه را برای همیشه تحت سلطه خود درآورد. با این حال، این کارزار با شکست نیروهای ژو و نابودی اکثر آن‌ها، با فاجعه پایان یافت. گفته می‌شود که پادشاه ژائو و نیروهای باقی مانده‌اش هنگام عقب‌نشینی از رودخانه هان غرق شدند.

## میراث
مرگ و شکست ژائو به شدت به اعتبار دودمان ژو لطمه زد و به گسترش اولیه آن پایان داد و در نتیجه چندین تهاجم خارجی به پادشاهی انجامید. جانشین و پسر او، پادشاه مو ژو توانستند پادشاهی را باثبات کنند، اما حوضه یانگ تسه به مرز جنوبی دائمی سلطه مستقیم ژو باختری تبدیل شد. با وجود «پایان تحقیرآمیز»، پادشاه ژائو همچنان به خاطر لشکرکشی‌هایش به جنوب در طول دودمان ژو باختری، گرامی داشته می‌شد، زیرا او حداقل تسلط سیاسی بر منطقه شمال یانگ تسه و شرق رودخانه هان برقرار کرده بود. پس از مرگش، یک مکان قربانی در معبد "کانگ‌گونگ" که خودش ساخته بود به او داده شد. به‌عنوان نخستین فرمانروای ژو که به این شکل ثبت شد، در نهایت به یک شخصیت کلیدی برای احترام به اجداد دودمان میانی ژو تبدیل شد. یکی از دلایل اصلی ارزیابی مثبت اولیه سلطنت او این بود که احتمالاً فرمانروایان بعدی ژو نمی‌خواستند جدشان به خاطر شکستی که باعث شرمساری دودمان شد به یاد بیاید.
برداشت‌های اخلاقی بعدی از زندگی پادشاه ژائو بسیار نامطلوب است، زیرا او به‌عنوان فرمانروایی که عاشق لذت بود و سیاست را نادیده می‌گرفت به تصویر کشیده می‌شد که در حین شکار در جنوب می‌میرد. بعدها شاعران چو همچنین در مجموعه شعر کلاسیک چینی "پرسش های آسمانی" در مورد پادشاه ژائو نوشتند و او را به دلیل گردنفرازی ملموسش مورد تمسخر قرار دادند. یک واقعه عجیب و غریب مربوط به پادشاه ژائو در قرن هفتم پیش از میلاد اتفاق افتاد؛ هنگامی که ائتلاف ایالت‌های ژو به ایالت چو حمله کردند، چو، هیئتی را فرستاد تا از آنها بپرسد که به چه دلیلی حمله کرده‌اند. اربابان شمالی بهانه ضعیفی دادند که "پادشاه ژائو نتوانست از لشکرکشی خود به سمت جنوب (که حدود سه قرن قبل انجام شد) بازگردد و آنها "برای تحقیق آمده بودند".

## خانواده
ملکه‌ها
- ملکه فانگ از طایفه چی (房後 祁姓)؛ مادر ولیعهد مان

پسران
- ولیعهد مان (太子滿؛ ۹۹۲-۹۲۲ پ. م)؛ پادشاه مو ژو